# Aziridine
Aziridine of ethyleenimine is een chemische heterocyclische verbinding met een ringstructuur bestaande uit een aminegroep en twee methyleengroepen. Ethyleenimine is een kleurloze vloeistof met een sterke ammoniakgeur. Het is een zeer giftige en reactieve stof.
De term aziridine wordt ook gebruikt om van ethyleenimine afgeleide stoffen (derivaten) aan te duiden, bekomen door één of meer waterstofatomen te vervangen.

## Structuur
De hoek tussen de bindingen in de ringstructuur van ethyleenimine is ca. 60°; dit is beduidend minder dan de normale hoek van ca. 109° die tussen de bindingen in koolwaterstoffen voorkomt. Dit geeft aan de ethyleenimine-ring een hoge ringspanning. De ringstructuur opent gemakkelijk, in de reactie van ethyleenimine met vele nucleofiele stoffen.

## Synthese
Ethyleenimine kan onder meer bereid worden door de reactie van ammoniak met 1,2-dichloorethaan in de aanwezigheid van calcium- of bariumsulfaat.
Deze reactie kan ook plaatsgrijpen met 1,2-dibroomethaan of 1-chloor-2-broomethaan als uitgangsstof.
Aziridines kunnen geproduceerd worden door middel van de Wenker-aziridinesynthese en de De Kimpe-aziridinesynthese. Epoxiden kunnen in een aziridine omgezet worden middels de Blum-Ittah-aziridinesynthese.

## Toepassingen
Aziridine wordt in de industrie gebruikt als intermediair product voor de synthese van andere stoffen en als comonomeer voor bepaalde polymeren. Aziridine wordt toegepast bij het crosslinken van polymeren. Het is tevens het reactieproduct van een zogenaamde aziridinatie.

## Toxicologie en veiligheid
Aziridine is een licht ontvlambare, vluchtige en corrosieve vloeistof. De dampen kunnen een explosief mengsel vormen met lucht (explosiegrenzen ca. 35 tot 55 vol.%). Het kan polymeriseren onder invloed van zuren of waterstofsulfide; dit kan brand of ontploffing veroorzaken. Bij opslag moet aziridine gestabiliseerd worden; dat kan met natriumhydroxide.
Aziridine is corrosief voor de ogen, de huid en de luchtwegen. Inademen van de dampen kan longoedeem veroorzaken. De stof wordt ook door de huid opgenomen. Ze kan effecten hebben op de nieren, de lever en het centraal zenuwstelsel. De effecten kunnen met vertraging optreden. Blootstelling aan een hoge concentratie kan dodelijk zijn.
Aziridine wordt beschouwd als mogelijk kankerverwekkend voor de mens (IARC-klasse 2). De stof kan ook genetische afwijkingen veroorzaken in menselijke voortplantingscellen (mutageen). Het is ingedeeld in categorie 2.